# Hudební výchova
Hudební výchova je „společensky organizovaný proces hudebního rozvoje člověka, jehož obsahem je umění – hudební umění v celé své žánrové rozmanitosti. Na hudebním rozvoji jedince se podílejí vzdělávací instituce, které ve vertikále od předškolní výchovy přes základní, gymnaziální a střední odborné vzdělávání až po vzdělávání vysokoškolské, včetně vzdělávání poskytovaného v ZUŠ či dalších kulturních institucích, zabezpečují živý kontakt s hudbou.“ Hudební výchova spadá pod hudební pedagogiku (odvozeno z řeckého „paidagogos“, složeného z tvarů „pais“ (dítě) a „agó“ (vedu), která označuje „vědu, zkoumající hudebně zaměřené výchovné procesy“. Mezi hlavní předmět hudební pedagogiky spadá v rámci školského systému právě hudební výchova. Jedná se o odbornou aktivitu, „pomocí které lidé bezprostředně poznávají a zprostředkovaně ovládají a optimalizují procesy přípravy lidského subjektu na osvojování hudby, jakožto procesy samotného formování hudebního subjektu“.
Hudba hrála celé historii lidstva důležitou úlohu, „na nejstarších stupních společensko-kulturního vývoje byla hudba chápána jako faktor, úzce související s veškerým životem společnosti“. Nyní však v rámci moderního všeobecného vzdělávacího systému částečně ztrácí toto své výrazné společenské postavení. Všeobecná hudební výchova totiž v podstatě jen uvádí mladé do základní hudební problematiky, a navíc jí není dávám příliš velký prostor v porovnání jinými vyučovanými předměty.

## Historie hudební výchovy

### Osvícenství
V dobách před osvícenstvím byla výuka hudební výchovy zaměřena primárně na zpěv a chrámový zpěv. S nástupem osvícenství do škol byly tyto činnosti spíše upozaděny. Hodiny zpěvu se staly na tehdejších „triviálních školách“ nepovinným předmětem a v souvislosti s tím neexistovaly pro jeho výuku tedy ani žádné osnovy. Učitelé tedy ve většině případů využívali Metodenbuch, v níž bylo 13 písní obsahujících mravní ponaučení, které učitelé s danými žáky nacvičovali.  Mimo jiné se tyto písně staly vzorem pro školní písně až do konce 19. století.
V roce 1805 v souvislosti s vydáním Schulkodex neboli Politické zřízení německých škol v c.k. německých dědičných zemích spadalo školství opět pod římskokatolickou církev, tudíž se učitelé i žáci museli každodenně účastnit mší a začal být opět kladen větší důraz i na náplň hudební výchovy. V roce 1811 poté došlo k založení Pražské konzervatoře.
Co se však normálních škol či takzvaných preparand týče, zde zpěv vyučován nebyl. Absence hudební výchovy byla také problémem gymnázií a odborných škol, ve kterých se jako nepovinný předmět začala vyučovat až v roce 1849.

### Národní obrození
Jedním z aspektů, které byly Českou obrozeneckou společností vnímány za podstatné, byla právě národní hudba a písně, což vedlo k tomu, že se ve školách k náboženským písním přidaly i písně světské.
Janem Jakubem Rybou byl v roce 1808 vydán Kancionálek pro českou školní mládež, který se později stal v českých zemích prvním školním zpěvníkem. Později v období mezi roky 1835–1844 vznikly také Věnec ze zpěvů vlasteneckých Josefa Krasoslava Chmelenského a Františka Škroupa, do kterého přispívalo mnoho národních autorů a postupně se stal jedním ze základních zpěvníků českých škol.

### 19. století a začátek 20. století
Jako povinný předmět byla hudební výchova zákonem stanovena v roce 1869 pod názvem Zpěv na obecných, měšťanských a nižších reálných školách. Ačkoliv bylo tímto zákonem dáno, že hudební výchova musí být vyučována jednu hodinu týdně, stále neexistovaly jednotné osnovy výuky, tudíž záleželo pouze na daném vyučujícím. Tento nedostatek řeší tehdejší ministerstvo kultury a vyučování v roce 1874 pomocí nařízení, zaměřujícího se na obecné a měšťanské školy, ve kterém dochází k vytvoření prvních osnov obsahu hudební výuky, podle kterých by se měla věnovat pozornost vlasteneckým a národním písním. Tyto osnovy byly poté v roce 1883 novelizovány a byl do nich přidán zpěv písní církevních a pro měšťanské školy i zpěv vícehlasý. Teoretický obsah byl do osnov zanesen až v roce 1907, avšak v takovém znění osnovy zůstaly pouze do roku 1915, kdy byly v reakci na velké množství kritiky modernizovány. Tato verze poté platila až do roku 1930.
O důležitosti hudební výchovy v tomto období vypovídají mimo jiné i požadavky, které pro její případné učitele byly stanoveny v roce 1871. Pro učitele nižšího stupně škol bylo nutné doložit absolvování maturitní zkoušky ze zpěvu. Co se učitelů pro střední školu týče, na kterých však hudební výchova byla stále pouze nepovinná, bylo nutné složit speciální zkoušku, přičemž pro její skládání musel uchazeč být starší 18 let, být absolventem měšťanské školy a prokázat složení zkoušky z hudebnosti. Tyto podmínky platily až do roku 1921, ve kterém vznikla v českých zemích pozice odborného inspektora hudby a zpěvu. V souvislosti s tím poté v roce 1928 byl pro budoucí učitele stanoven nový zkušební řád.

### Období 1918-1945
V začátcích První republiky se potýkala výuka hudební výchovy s nedostatkem kvalitních pedagogů, zastaralou výukou samotnou i nízkou dotací hodin. V reakci na tyto problémy probíhaly od roku 1924 pravidelné sjezdy Československé jednoty hudebních stavů, které se dožadovaly jejich řešení. Mimo to byla v roce 1934 založena Společnost pro hudební výchovu, která v roce 1936 pořádala 1. mezinárodní hudebně vzdělávací kongres, jehož smyslem bylo předávání zkušeností mezi jednotlivými státy.
Co se nedostatku učitelů na středních školách týče, řešením bylo vydání nového zkušebního řádu pro učitele v roce 1928, v jehož důsledku musel budoucí učitel hudební výchovy absolvovat jak praktické, tak i teoretické studium hudební výchovy. Praktické znamenalo 4 roky studia na konzervatoři a teoretické probíhalo na katedře hudební výchovy. V souvislosti s probíhajícím řešením nedostatku učitelů se v roce 1930 stala hudební výchova povinným předmětem i pro střední školy.
Procesy zkvalitňování výuky však opět začaly stagnovat v důsledku německé okupace, při které 17. listopadu 1939 došlo k uzavření vysokých škol, čímž došlo k pozastavení vzdělávání budoucích pedagogů hudební výchovy. Toto období však na druhou stranu vedlo k zvětšenému zájmu o zpívaní českých národních písní a písní českých klasiků ve školách, jakožto forma skrytého odporu vůči okupaci.

### 50. a 60. léta
V tomto období byla hudební výchova na několik let i přes pochybnosti členů Svazu československých skladatelů určitým způsobem upozaděna. Konkrétně se vyučovala pouze od 1. do 7. třídy.
Mimo to docházelo v 50. letech i k rušení hudebních oborů na několika Pedagogických fakultách, což byl vzhledem k nedostatkům pedagogů nepochopitelný krok, který spolu s celkovým vysokým nezájmem autorit ve vzdělávacím systému o hudební výchovu, měl za výsledek výrazně nízkou kvalitu výuky tohoto předmětu.
Na přelomu mezi 50. a 60. lety vznikla Československá společnost pro hudební výchovu, jejímž cílem byl právě hudební rozvoj, který díky ní šel pozorovat ve formě různých hudebních přehlídek, celostátních soutěží a jiných aktivit.
V 60. letech však dochází k otevírání pedagogických institutů a hudebních kabinetů v krajských městech, jejichž smyslem bylo další vzdělávání pedagogů, a ony nedostatky začínají být opět řešeny. Vliv na zkvalitňování výuky měly i Gramofonové závody, které pro školy vydávaly mimo jiné i zpěvníky, učebnice a jiné prostředky rozvíjející výuku. Svůj podíl měli také tehdejší skladatelé, kteří k vytvoření oněch učebnic dopomohli svými písněmi.
Ačkoliv v tomto období tedy dochází k výraznému zvyšování rozsahu hudební výchovy, což se projevilo i zakládáním vyšších hudebních pedagogických škol a konzervatoří či vznikem metodických a pedagogických publikací, které mají vliv na výuku dodnes, stále její úroveň nedosahovala úrovně sousedních států (Winklerová 2015, 29-31).

### 70. léta
Hudební výchova přestála být vnímána jako pouze předmět o naučených poznatcích, ale spíše výchovný a rozvojový nástroj ve smyslu seberealizace, kreativity a estetického cítění. Stále však probíhalo její vyučování pouze do 7. třídy. Součástí hodin byly tedy různé hry, zpěv, improvizace či doprovázení zpěvu pomocí nějakého jednoduchého nástroje. Z toho důvodu se navíc ve školách objevují sbor či hra na nástroj, jako nepovinné předměty.
Problémem však stále zůstávala rozdílná míra pozornosti věnovaná hudební výchově při jednotlivých stupních vzdělávání. Velké pozornosti se jí dostávalo ve školách mateřských a základních, zde stále však probíhá její vyučování pouze do 7. třídy. Co se gymnázií týče, byla hudební výchova pouze volitelným předmětem a jakožto estetická výchova se vyučovala povinně pouze v posledních ročnících (Winklerová 2015, 32).
Kromě toho byla hudební výchově věnovaná výrazná pozornost v rámci Lidových škol umění, dne známých pod pojmem Základní umělecké školy. Zde bylo cílem dítě vést přímo k hudbě a rozvíjet jeho případný talent. V souvislosti s tím proto vznikala další vlna učebnic zaměřených na hru na hudební nástroj a jiné. Takovéto děti následně často pokračovaly studiem na konzervatořích či v jiných zařízeních zaměřených na budoucí uplatnění studenta spojené s hudbou.
Od druhé poloviny 70. let se začal být kladen důraz i na zkvalitnění výuky hudební výchovy na pedagogických fakultách. V rámci studia se tehdy věnovala pozornost mimo samotné aspekty hudby na didaktiku, hudební psychologii či schopnost vedení sboru a pedagogickou praxi. Začínají vznikat odborné akademické práce zaměřené na problematiku hudební výchovy a aspektů s ní spojených.

## Klasifikace, rozdělení hudebně výchovných procesů
Hudebně výchovné procesy lze klasifikovat podle mnoha faktorů, na které se chceme zaměřit. Například můžeme rozdělovat hudební výchovu na intencionální, tedy cílenou záměrně realizovanou a funkcionální. „Dítě již před svým zařazením do procesu intencionální výchovy bývá do jisté míry hudebně formováno procesy funkcionální výchovy“. Funkcionální výchova je dnes orientována ve velké míře na populární hudbu, která bývá v intencionální hudební výchově často opomíjena.
Dále můžeme rozlišovat hudební výchovu na školní a mimoškolní. Mimoškolní hudební výchova zahrnuje předávání dovedností a znalostí v tomto oboru prostřednictvím rodu či etnické pospolitosti nebo také amatérských hudebních těles, vliv mají také masmédia. Školní hudební výchovu dále blíže rozdělujeme podle toho, zda se vyučuje na všeobecně vzdělávacích školách, na specializovaných školách, jako jsou umělecké školy nebo školy hudební nebo na školách, připravujících profesionální hudebníky (například vysoké hudební školy, konzervatoře). Hudební výchovu v rámci všeobecně vzdělávacích škol známe jako povinnou, zájmovou (v rámci zájmového kroužku) a výběrovou, ale někdy se hovoří o rozdělení na hudební výchovu školní nebo předškolní.
Klasifikace může být rozdělena i podle věkových kategorií, na které se zaměřuje (hudební výchova dětí, mladistvých, dospívajících, dospělých). Hudební výchova, která je určena pro vzdělávání dospělých se pak označuje jako hudební andragogika.

## Rámcové vzdělávací programy základních škol
„Hudební pedagogika je hudebně výchovný proces, který prochází vývojem a ustavičně se mění“. V České republice hudební výchova a její vzdělávací obsah základních škol stanovuje očekávané výstupy 1. a 2. stupně. Mezi základní očekávané výstupy žáků prvního stupně základních škol patří „dovednost zpívat v jednohlase, rytmizace a melodizace jednoduchých textů, schopnost využít jednoduché hudební nástroje, schopnost reakce pohybem na znějící hudbu, její dynamiku a melodii, schopnost rozpoznání některých hudebních nástrojů a kvality tónů a výrazných tempových a dynamických změn“.
Učivo 1. stupně je rozděleno na jednotlivé činnosti, které se vyučují a posuzují: vokální, instrumentální, hudebně pohybové a poslechové. Do vokálních činností spadá „pěvecký a mluvený projev, hudební rytmus, dvojhlas a vícehlas, intonace a vokální improvizace a záznam vokální hudby“. Instrumentální činnosti zahrnují „hru na hudební nástroje, rytmizace, melodizaci a hudební improvizace“. Hudebně pohybové činnosti jsou „taktování, pohybový doprovod znějící hudby pohybové vyjádření hudby a reakce na změny v proudu znějící hudby a orientace v prostoru“ (tamtéž).  Poslechové činnosti učí rozlišovat „kvality tónů, vztahy mezi tóny, hudební výrazové prostředky a hudební prvky s výrazným sémantickým nábojem, vokální hudbu, hudbu instrumentální, vokálně instrumentální, lidský hlas a hudební nástroje, hudební styly a žánry, hudební formy a interpretace hudby“.
Učivo a očekávané výstupy druhého stupně se liší od náročnosti, která se po studentech v porovnání vyžaduje. Jako výstupy jsou požadovány například „individuální hudební schopnosti a dovednosti při hudebních aktivitách, které by student měl umět využít, dále, že student uplatňuje získané pěvecké dovednosti a návyky při zpěvu i při mluvním projevu v běžném životě, zpívá dle svých dispozic intonačně čistě a rytmicky přesně v jednohlase i vícehlase, reprodukuje různé motivy, témata i části skladeb, vytváří a volí jednoduché doprovody, provádí jednoduché hudební improvizace, orientuje se v proudu znějící hudby, vnímá užité hudebně výrazové prostředky a charakteristické sémantické prvky, chápe jejich význam v hudbě a vyhledává souvislosti mezi hudbou a jinými druhy umění“.
Očekávané výstupy studentů 2. stupně navazují na učivo, v rámci vokální činnosti je požadován „pěvecký a mluvní projev, intonace a vokální improvizace, hudební rytmus, orientace v notovém záznamu vokální skladby, hudebního sluchu a hudební představivosti a reflexe vokálního projevu“. Do instrumentální činnosti patří „hra na hudební nástroje, záznam hudby, vyjadřování hudebních i nehudebních představ a myšlenek pomocí hudebního nástroje, tvorba doprovodů pro hudebně dramatické projevy“. Jako výstupy z hudebně pohybové činnosti je brán „pohybový doprovod znějící hudby, pohybové vyjádření hudby v návaznosti na sémantiku hudebního díla, pohybové reakce na změny v proudu znějící hudby a orientace v prostoru“. V poslechové činnosti se posuzuje „orientace v hudebním prostoru a analýza hudební skladby, hudební dílo a jeho, hudební styly a žánry, interpretace znějící hudby“.

### Hlasová výchova
Při hlasové výchově musíme dbát na několik důležitých faktorů. Důležitý je při zpěvu již pěvecký postoj, zpěvák by měl dbát na správné držení těla při postoji nebo sedu, aby mohl správně dýchat, což je při zpěvu klíčové. „Dech totiž přichází jen do otevřeného, volného a pružného těla“. Při zpěvu se musí také dbát na tvoření tónu, (dětský) „hlas se totiž může zdravě rozvíjet, je-li tvořen měkkými hlasovými začátky s účastí hlavové rezonance a hlavového tónu“. Důraz je při zpěvu třeba klást i na správnou výslovnost, ta totiž úzce souvisí s celkovou pěveckou technikou. Výslovnost může být procvičována například formou artikulačních her, říkanek nebo cviků pro uvolnění a rozpohybování pro zpěv potřebných částí těla.